# 特倫德倫伯臥位
特倫德倫伯臥位（Trendelenburg position）意指仰臥、頭低腳高，斜率約為15–30度的姿勢。  反特伦德伦伯臥位（reverse Trendelenburg position）則是頭高腳低的仰臥位。 
特伦德伦伯卧位常用腹部和泌尿生殖系统的手術 。此姿勢可藉重力使腹腔内器官離開骨盆，以方便醫師進行於骨盆腔進行手術。雖然有建議對低血容性休克病人採本姿勢，但研究證據並不支持此作法－－因可能對肺和脑造成负面影响。 
本姿勢以德国外科医生弗里德里希·特伦德伦伯 （Friedrich Trendelenburg，1844-1924）命名。 

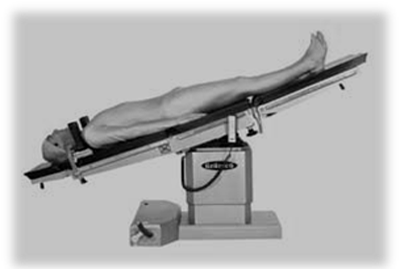
特倫德倫伯臥位（Trendelenburg position）
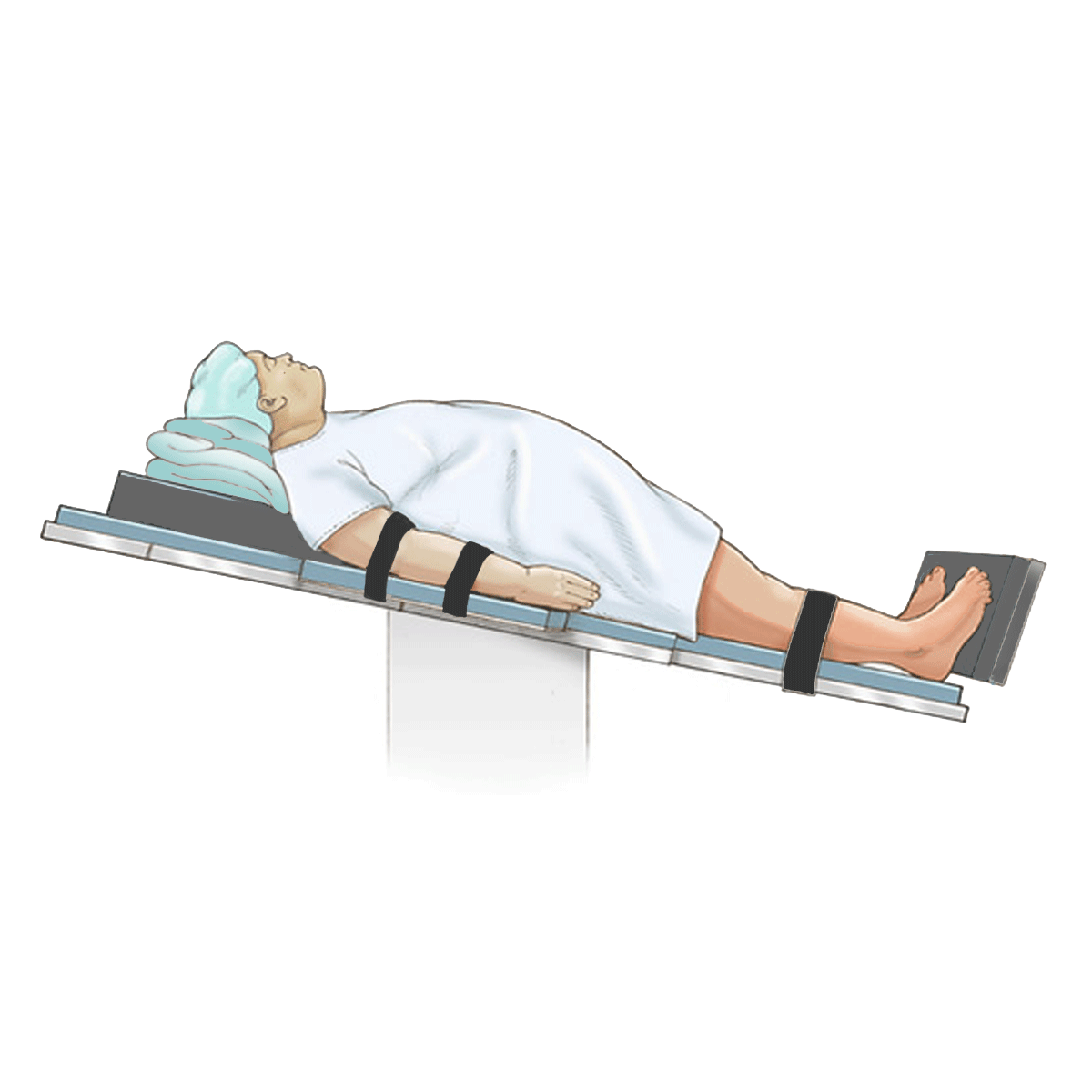
反特伦德伦伯臥位（reverse Trendelenburg position）